# Adolf Paul Großmann
Adolf Paul Großmann, auch Paul Großmann (* 29. Mai 1904 in Zwickau; † nicht ermittelt), war ein deutscher Schriftsteller und nationalsozialistischer Kulturfunktionär, der maßgeblichen Anteil an der Literaturlenkung in Sachsen hatte, wo er Landesobmann für Schriftsteller sowie Geschäftsführer der Landesleitung der Reichsschrifttumskammer war. Im Zweiten Weltkrieg wirkte er u. a. im deutschbesetzten Polen als Kulturreferent und verantwortlicher Schriftleiter der äußerst tendenziösen antisemitischen Zeitschrift Das Generalgouvernement.

## Leben und Wirken

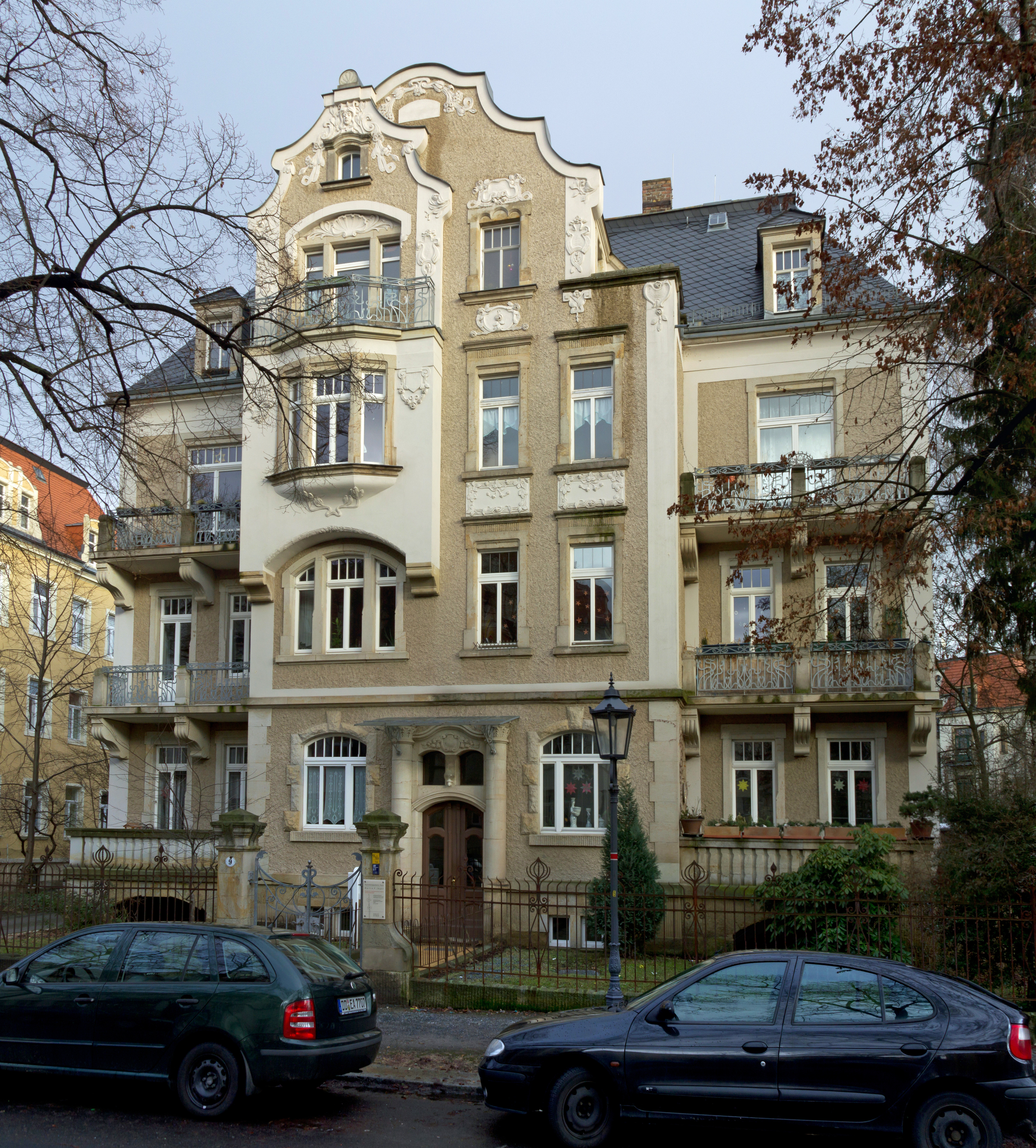
Wohnstätte von Adolf Paul Großmann in Dresden, Reinickstr. 9

Nach dem Besuch des Lehrerseminars in Zwickau ging er zunächst an die Universität Leipzig und im Anschluss an die Universität Wien. Danach war Großmann an verschiedenen Orten im Freistaat Sachsen als Lehrer tätig. 1933 ließ er sich als freischaffender Schriftsteller in der Landeshauptstadt Dresden in der Villa Reinickstraße 9 nieder. Hier betätigte er sich vorwiegend als Lyriker und schrieb kurze Prosa. 1935 wird der damals 31-Jährige bereits zu den Dichtern gezählt, die der Oeffentlichkeit schon nicht mehr unbekannt sind und seine Gedichte als männlich und doch feinfühlig bezeichnet.
Nebenberuflich war er Mitarbeiter beim Aufbau der Landesleitung Sachsen der Reichsschrifttumskammer und stieg nach deren Etablierung zu deren Geschäftsführer sowie zum stellvertretenden Landesleiter der Nationalsozialistischen Parteikorrespondenz auf. Er unterstand der Leitung und Beobachtung des Reichsministers für Volksaufklärung und Propaganda Joseph Goebbels. Einmal im Monat organisierte er im Auftrag der Reichsschrifttumskammer eine Zusammenkunft sächsischer Schriftsteller und Buchhändler, in der nach seinen einleitenden Worten Vorträge gehalten worden und versucht wurde, diesen Personenkreis im nationalsozialistischen Sinne zu lenken und zu überwachen.
Großmann war zunächst Ludendorff-Anhänger und schloss sich dann der nationalsozialistischen Bewegung an. Zum 1. Mai 1933 trat er der NSDAP bei (Mitgliedsnummer 2.386.468). Außerdem gehörte er der Vereinigung Schaffender Künstler an. Dort wurde bei einer Lesung 1935 in Dresden eingeschätzt, dass seine lyrischen Dichtungen eine „oft dunkle, schwere Pracht des sprachlichen Ausdrucks“ besäßen. Etwa ab diesem Zeitpunkt ergänzte er seinen Namen Paul Großmann um den Vornamen Adolf.
Neben Lyrik und Prosa verfasste Großmann auch politische und Soldatenlieder, die teilweise vertont wurden. Am bekanntesten wurden Auf Nachtwache (aufgenommen in das weitverbreitete Liederbuch der Wehrmacht) und das 1941 entstandene Lied der Hitler-Jugend im Generalgouvernement sowie Neues Jahr.
Zum 70. Geburtstag von Ottomar Enking war er neben Gerhart Hauptmann, Max Halbe, Hermann Claudius und Kurt Arnold Findeisen einer von 48 deutschen Schriftstellern, die sich mit einem Beitrag an dem von Walter Sichler in Wismar herausgegebenen Gedenkbuch beteiligten.
Der Reichssender Leipzig startete im Oktober 1938 eine neue Sendereihe mit dem Titel Junge sächsische Dichtung, in der Großmann als Erster Proben seiner dichterischen Arbeiten in Vers und Prosa vorbrachte, darunter seine „Politischen Lieder“. Großmann gab 1938 auch Rundfunklesungen für den Sender Dresden. 1940 übernahm er beim Reichssender Leipzig die Auswahl der Vortragsfolge dieser Sendereihe für die jungen Dichter Friedrich Norfolk und Wilhelm Fricke.
1940 erfolgte die Ernennung von Adolf Paul Großmann zum Landesobmann für Schriftsteller im Gau Sachsen, nachdem er bereits zuvor die zahlenmäßig große Fachgruppe Schriftsteller der Reichsschrifttumskammer in Sachsen geleitet hatte. Bereits im April desselben Jahres erfolgte seine Berufung als Referent für kulturelle Angelegenheiten nach Lublin. Sein Nachfolger als sächsischer Landesobmann wurde der Schriftsteller Hans Hamann.
Als Kulturreferent in der Abteilung für Volksaufklärung und Propaganda im Generalgouvernement organisierte er im September 1940 ein mehrtägiges Gastspiel der Dresdner Operette in Lublin, das nach einem Bericht der Warschauer Zeitung ein großer Erfolg war. Noch im gleichen Monat folgte ein von Großmann organisiertes Gastspiel der Dresdner Philharmoniker in Lublin.
Spätestens 1942 wechselte Großmann von Lublin nach Krakau. Hier wurde er verantwortlicher Schriftleiter der seit 1940 herausgegebenen Zeitschrift Das Generalgouvernement, die bis 1944 erschien. Für diese Zeitschrift verfasste er mehrere kulturgeschichtliche Aufsätze im Geist des Nationalsozialismus wie zum Beispiel Vor den Toren der Stadt. In: Das Generalgouvernement 1942, Jg. 2, H. 2, S. 40–45. Größere Beachtung fand u. a. sein Beitrag über die die Klöster in der Gegend um Krakau. Gegen Ende des Zweiten Weltkrieges erfolgte seine Einberufung zum Wehrdienst, aus dem er offensichtlich nicht mehr zurückkehrte.

## Werke (Auswahl)

### Schauspiel
- Der Ortsgewaltige von Bonnal. Schauspiel in vier Akten; nach Pestalozzis Roman »Lienhard und Gertrud«. [ca. 1925], OCLC 740882114.

### Lyrik
- Vieler seiner Gedichte erschien im von Herbert Böhme 1938 zusammengestellten Sammelband Gedichte des Volkes, in dem auch seine Biografie enthalten ist. Weitere Gedichte von ihm wurden im 1939 erschienenen Heft Sachsen, herausgegeben vom Heimatwerk Sachsen, abgedruckt. Einzelne Gedichte erschienen in Tageszeitungen und Zeitschriften, dazu zählen:
  - Nach Sonnenuntergang. In: Dresdner Nachrichten vom 27. Oktober 1935, S. 26.
  - Wind braust durch die Gaue. In: Dresdner Nachrichten vom 28. März 1936, S. 7.
  - Böhmische Reise. In: Dresdner Nachrichten vom 13. September 1936, S. 33 und Die neue Woche. Sonntagsbeilage zum Neuen Tag vom 25. Juni 1939, S. 1.
  - Abschied. In: Dresdner Nachrichten vom 13. Juni 1937, S. 30.
  - Mailied. In: Dresdner Nachrichten vom 1. Mai 1938, S. 33.
  - Ruf aus dem Grenzland. In: Dresdner Nachrichten vom 26. Juni 1938, S. 29.
  - Die Länderscheide. In: Dresdner Nachrichten vom 18. September 1938, S. 30.
  - Reiterlied. In: Dresdner Nachrichten vom 16. April 1939, S. 30.

### Prosa
- Skifahrt des Andreas Sonnenbichler
- Wir stehen ein
- Morgen in der Ostmark[13]
- Sachsen. In: Die deutsche Glocke. Volksbuch der deutschen Heimat. 1939, S. 203.

### Lieder
- Zur Nacht steh ich auf, wache im Schloß fernab der Welt (auf Nachtwache). Komponist: Richard Seuß, Arrangement: Bruno Stürmer[14]
- Lied der HJ im Generalgouvernement. Vertonung: Hans Tenschert.[15]
- Neues Jahr (Hinabgesunken ist das alte Jahr)

### Aufsätze (ohne in „Das Generalgouvernement“) und Schriften
- Sachsens Mundarten. In: Dresdner Neueste Nachrichten vom 29. April 1936, S. 1.
- Der Dichter und das Buch. Zur Woche des Deutsches Buches 1937. In: Zwönitztaler Anzeiger vom 1. November 1937, S. 3 und Riesaer Tageblatt und Anzeiger vom 2. November 1937, S. 10.
- Wolfgang Zenker – der Dichter des „Willigis“. In: Der sächsische Erzähler vom 25. Januar 1940, S. 3.
- Kleiner Ratgeber für den Verkehr mit dem Generalgouvernement, hrsg. von der Abteilung Volksaufklärung und Propaganda in der Regierung des Generalgouvernements, Zeitungsverlag Krakau-Warschau o. J. (Mitwirkung)
- Mit seinem Aufsatz über den sächsischen Heimatschriftsteller Otto Eduard Schmidt im Juli-Heft 1938 der Fachzeitschrift Der deutsche Schriftsteller begann eine neue Aufsatzreihe über heimatlich gebundene Schriftsteller.
- Großmann schrieb u. a. auch für die Zeitschrift bauhaus – die neue linie und das nationalsozialistische Mitteilungsblatt Vorposten.